# Ȓ
Ȓ, ȓ는 세르보크로아티아어 음운론을 논의할 때 사용되는 문자이다. 분음 기호는 역전 브레베(inverted breve) 또는 아치(arch)이다.